# Пражмовский, Анджей
Анджей Пражмовский (ум. 1592) — польский познанский ксендз, один из первых адептов кальвинизма в Польше и ревностный пропагатор нового учения, за что подвергался гонениям.
Дата рождения неизвестна. Около 1548 года был пробстом и викарием собора св. Яна в Познани. За пропаганду кальвинистских взглядов был отлучён от должности и отправился в Куявию; осел в Радзиежуве, сделав его на какое-то время «столицей» польского кальвинистского движения. Скончался там же Получил известность как автор богословско-полемических трактатов, написанных на латинском и польском языках и дававших повод и материал для ожесточённых споров между католиками и протестантами.
Им написаны: «Kwestyja o koscielie Boźym, iź blądzic’ nie moźe» (Kroliewiek, 1585), «Rozmowa iezuitów pozńanskich, ktora miele z ks. A. P. о małźeństwie i bezźeństwie kapłańskiém» (1581), «Admonitio de dispensionibus Ecclesiae», «De Petri et romani pontificis principatu XL quaestiones» (1585).